# Patrik Carlgren

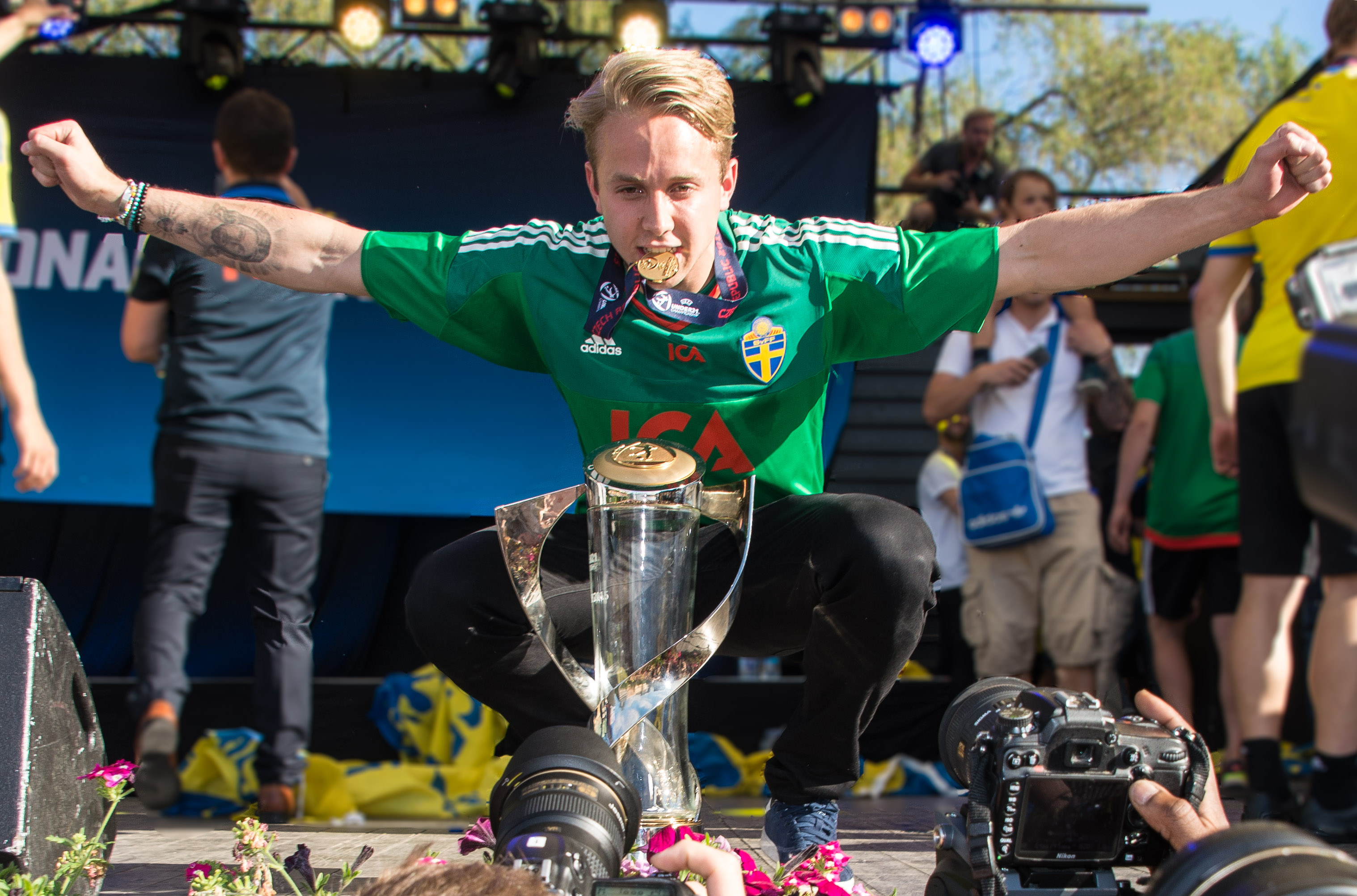
Patrik Carlgren biter i guldet efter EM-segern i U21 2015 och blir hyllad av fansen i Kungsan i Stockholm.

Patrik Carlgren, född 8 januari 1992, är en svensk fotbollsmålvakt som spelar för Nantes.

## Klubbkarriär
Carlgrens moderklubb är Samuelsdals IF. Han började sin seniorkarriär med två år i Falu FK. Därefter blev det två säsonger för IK Brage i Superettan, där han spelade 23 tävlingsmatcher, varav 22 från start. Han höll nollan i sex av dessa matcher.
I juli 2013 värvades han av AIK. Han gjorde sin allsvenska debut den 8 maj 2014 mot Halmstads BK.
I februari 2017 värvades Carlgren av danska FC Nordsjælland.
I juli 2017 skrev han på ett 2+1-årskontrakt med turkiska Konyaspor. Den 8 juli 2018 värvades Carlgren av Randers FC, där han skrev på ett treårskontrakt. I februari 2021 förlängde Carlgren sitt kontrakt i klubben fram till sommaren 2024.
Den 30 augusti 2024 värvades Carlgren av Ligue 1-klubben Nantes, där han skrev på ett tvåårskontrakt.

## Landslagskarriär
I mars 2013 blev Carlgren för första gången uttagen i det svenska U21-landslaget av förbundskaptenen Håkan Ericson till två landskamper på bortaplan mot Portugal och Kroatien. Hans landslagsdebut kom den 24 mars mot Kroatien (0–3). Den 2 juni 2015 blev Carlgren uttagen till U21 EM 2015.
Den 30 juni 2015 räddade Carlgren två straffar i finalen där Sverige tog guld i U21-EM.
Carlgren startade i A-landslaget i en träningslandskamp mot Finland i Abu Dhabi den 10 januari 2016.

## Meriter
- U21-EM 2015: Guld

## Privatliv
Patrik Carlgren är gift med Charlotte, född Frithiofsson, som är dotter till Bengt Frithiofsson. Makarina var med i Carolina Neuraths TV-serie Gift med Fotbollen som sändes på SVT sommaren 2025.